# Windermeria
Windermeria ist eine ausgestorbene Tiergattung des Ediacariums, die zum Stamm der Proarticulata (bzw. zur Klade Bilateriomorpha) gerechnet wird.

## Etymologie
Der Gattungsname Windermeria leitet sich von der Windermere Supergroup im Nordwesten Kanadas ab, in welcher das Fossil entdeckt wurde. Die Taxonbezeichnung aitkeni ehrt den kanadischen Geologen James D. Aitken, der vorwiegend in den Mackenzie Mountains intensive Forschungsarbeiten durchgeführt hat.

## Erstbeschreibung
Das Taxon Windermeria aitkeni wurde im Jahr 1994 erstmals von Guy M. Narbonne wissenschaftlich beschrieben.

## Vorkommen
Die Typlokalität von Windermeria befindet sich in den Mackenzie Mountains in Nordwestkanada. Das präkambrische Fossil stammt aus der Blueflower-Formation bei Sekwi Brook in den Nordwest-Territorien. Bisher wurde hier nur ein einziges Exemplar entdeckt.

## Beschreibung
Windermeria ist ein kleines, länglich-ovales Fossil, dessen Länge (bei einer Breite von 7,9 Millimeter) 16,4 Millimeter beträgt. Das Fossil ist in acht nahezu gleich große Segmente unterteilt, welche transversal zu einer Mittelfurche angeordnet sind. Die Segmente stehen mit Ausnahme der beiden halbkreisförmigen Endsegmente etwas versetzt einander gegenüber.

## Taxonomie
Die Gattung Windermeria besitzt nur eine Art:
- Windermeria aitkeni Narbonne, 1994

Windermeria ähnelt oberflächlich betrachtet Kleinformen von Dickinsonia, mit der sie die Familie der Dickinsoniidae bildet. Innerhalb der Klasse der Dipleurozoa (Stamm Proarticulata) ist sie das einzige Fossil in der Familie Dickinsoniidae, das außerhalb Australiens und Osteuropas auftritt.